# Тукупи
Тукупи (порт. Tucupi) — соус, который получают из корня дикого маниока в бразильских джунглях Амазонки. Он также производится как побочный продукт производства маниоковой муки. Сок токсичен в сыром виде, так как содержит синильную кислоту.
Тукупи готовят путем очистки, натирания и отжимания сока из маниока. Традиционно для этого использовался инструмент, похожий на корзину, называемый tipiti: своеобразный пресс или соковыжималка из плетеной соломы. После выдавливания через типити сок оставляют «отдыхать», чтобы крахмал отделился от жидкости (тукупи). Ядовитые на этом этапе тукупи необходимо кипятить в течение 3-5 дней, чтобы удалить яд. Затем тукупи можно использовать в качестве соуса при приготовлении пищи. Его приправляют солью, растением Ocimum campechianum и цикорием.

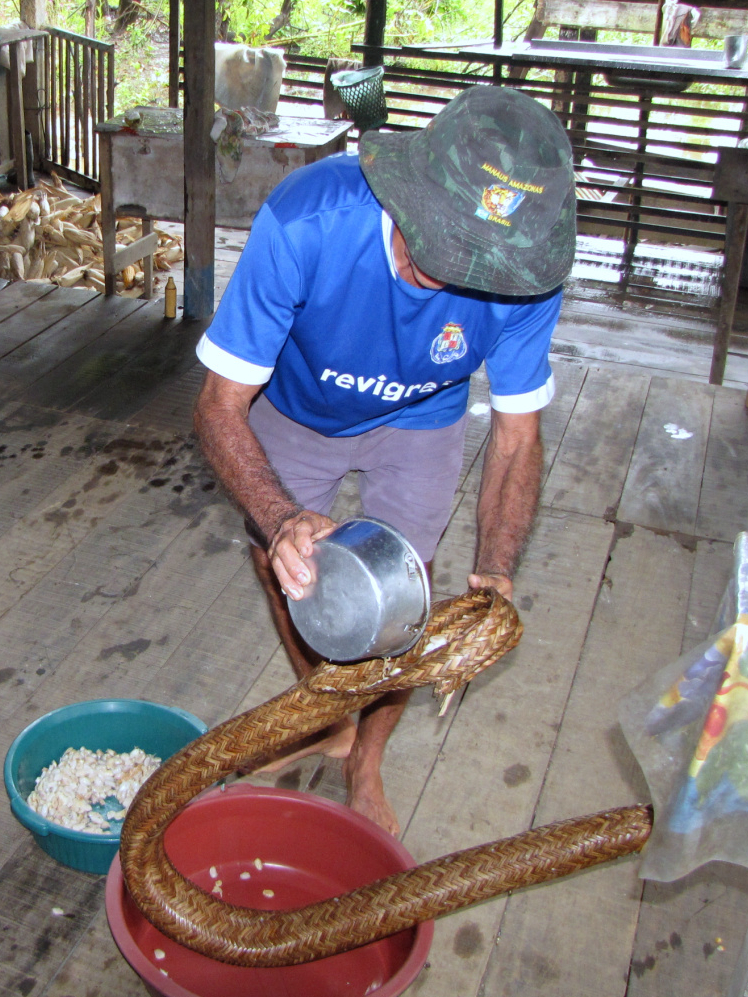
Типити

## Мифология
Согласно легенде, Джейси (Луна) и Иасситатассу (Утренняя звезда) объединились, чтобы посетить центр Земли. Когда они попытались пересечь бездну, змей Тииба укусил лицо Джейси. Слезы Джейси упали на плантацию маниока. С тех пор лицо Джейси (Луна) было отмечено укусами змеи. Из слёз Джейси возникли тукупи.

## Приготовление
Тукупи очень распространен в кухне бразильцев региона Амазонки. Пато-но тукупи («утка в тукупи»)— очень популярное блюдо: предварительно обжаренную, а затем измельченную утку доводят до кипения в соусе из тукупи и листьев растения джамбу (Acmella oleracea).
Такака — ещё одно фирменное блюдо амазонской кухни из штата Пара. Подается в чаше из тыквы, кипящий тукупи поливают маниоковой мукой. Блюдо завершает щедрая порция листьев джамбу и креветок.
Одним из основных свойств растения джамбу является то, что от него немеют губы, когда его едят.
Кислый вкус тукупи усиливает эффект от джамбу, который вызывает покалывание или онемение губ и рта.